# Toscanita
La toscanita o tuscanita és un mineral de la classe dels silicats. Rep el nom de la regió de la Toscana (Itàlia), on es troba la seva localitat tipus.

## Característiques
La toscanita és un silicat de fórmula química (K(Ca,Na)₆(Si,Al)10O22[SO₄,CO₃,(OH)₂]·H₂O. Va ser aprovada com a espècie vàlida per l'Associació Mineralògica Internacional l'any 1976. Cristal·litza en el sistema monoclínic. La seva duresa a l'escala de Mohs oscil·la entre 5,5 i 6.
Segons la classificació de Nickel-Strunz, la toscanita pertany a «09.EG - Fil·losilicats amb xarxes dobles amb 6-enllaços més grans» juntament amb els següents minerals: cymrita, naujakasita, manganonaujakasita, dmisteinbergita, kampfita, strätlingita, vertumnita, eggletonita, ganofil·lita, tamaïta, coombsita, zussmanita, franklinfilita, lennilenapeïta, parsettensita, estilpnomelana, latiumita, jagoïta, wickenburgita, hyttsjoïta, armbrusterita, britvinita i bannisterita.

## Formació i jaciments
Va ser descoberta a la pedrera Toscopomici, situada a la localitat de Pitigliano, a la província de Grosseto (Toscana, Itàlia). També ha estat descrita en altres localitats de la regió italiana del Laci, tractant-se aquests indrets dels únics a tot el planeta on ha estat descrita aquesta espècie mineral.